# つくばエクスプレスタウン
つくばエクスプレスタウンは都市再生機構（UR）が首都圏新都市鉄道つくばエクスプレス沿線で行っている大規模開発である。埼玉県八潮市・三郷市、千葉県流山市・柏市、茨城県つくば市に跨って開発が行われている。

## 概要
2005年8月24日に開業した首都圏新都市鉄道つくばエクスプレス沿線に行われている大規模開発のうち、都市再生機構が行っているものを指した開発名称である。つくばエクスプレス沿線開発のうち、沿線自治体の新拠点地域が多く含まれている。

## 地区

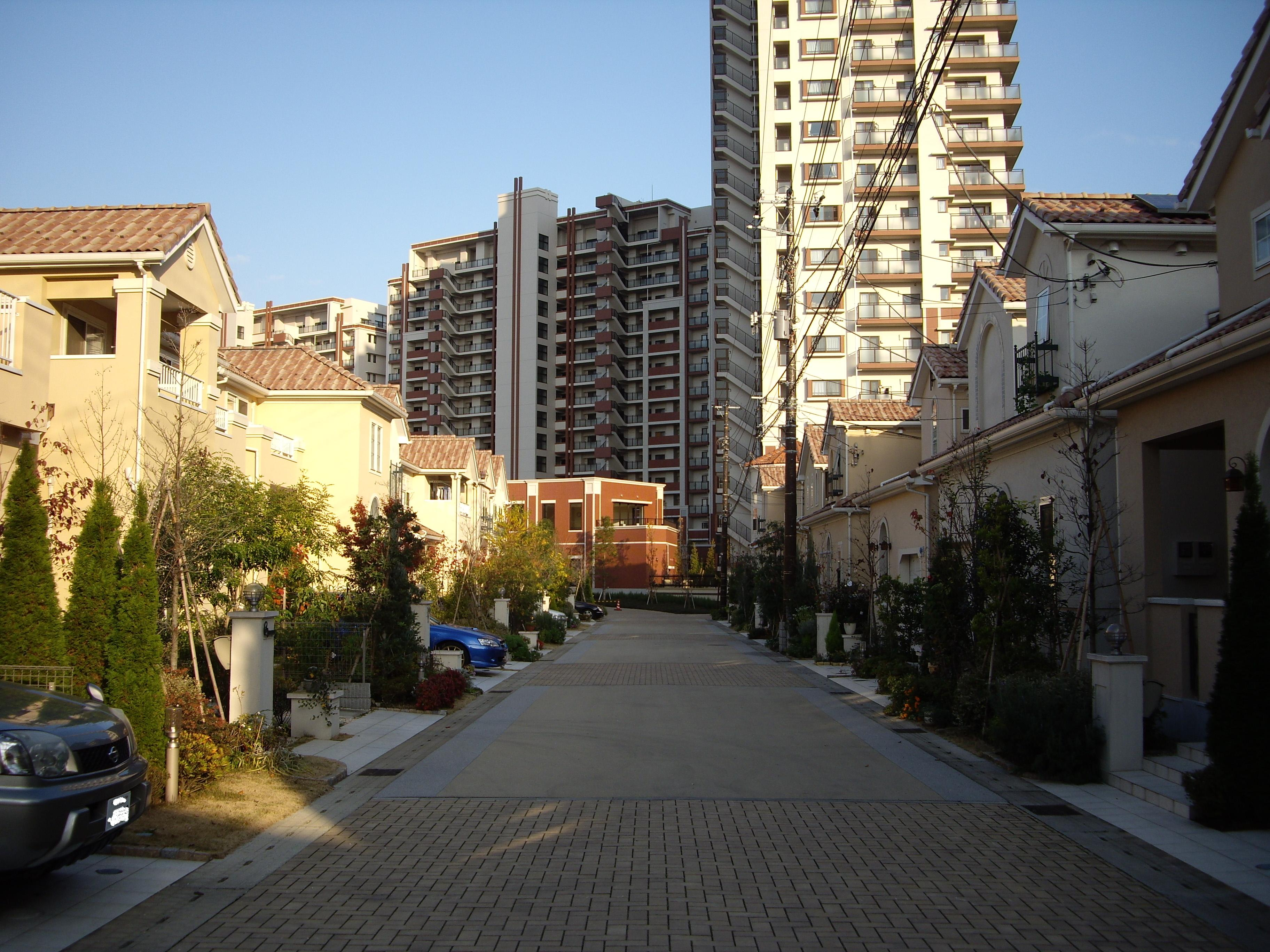
流山新市街地・フォレストカーサ

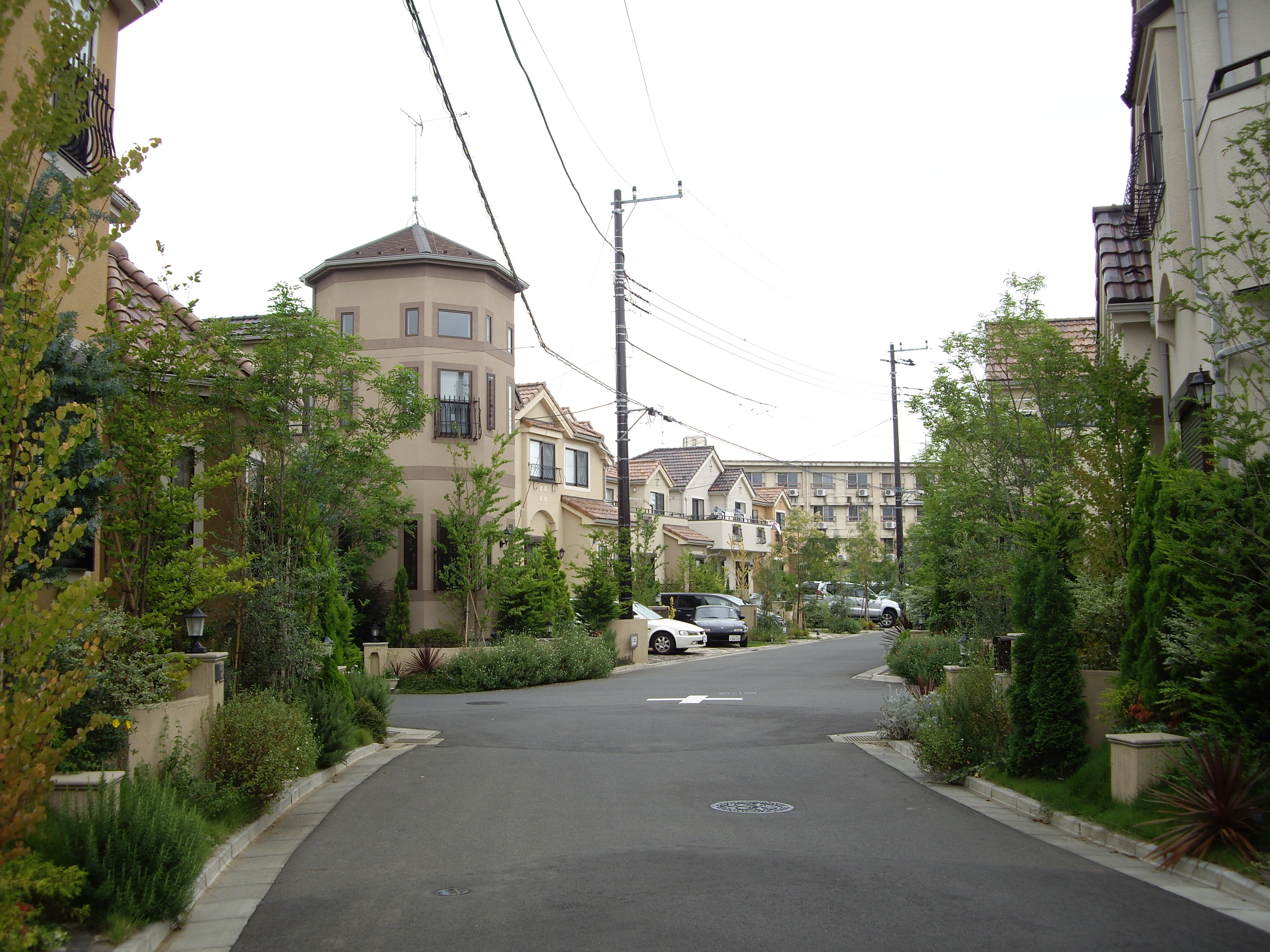
柏北部東・ラ・プリマ・チッタ

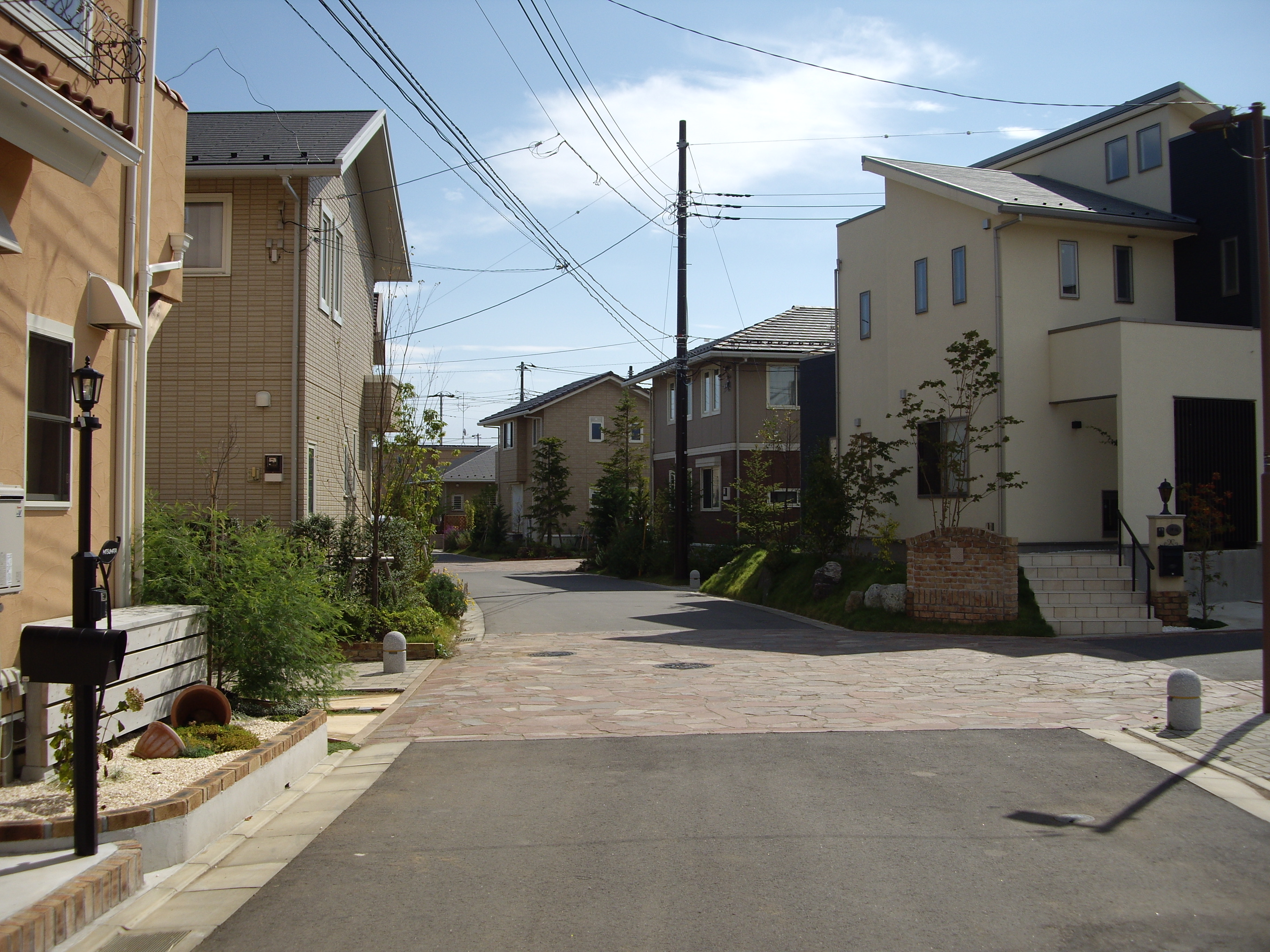
つくばみどりの里・ジェントルヒルみどりの

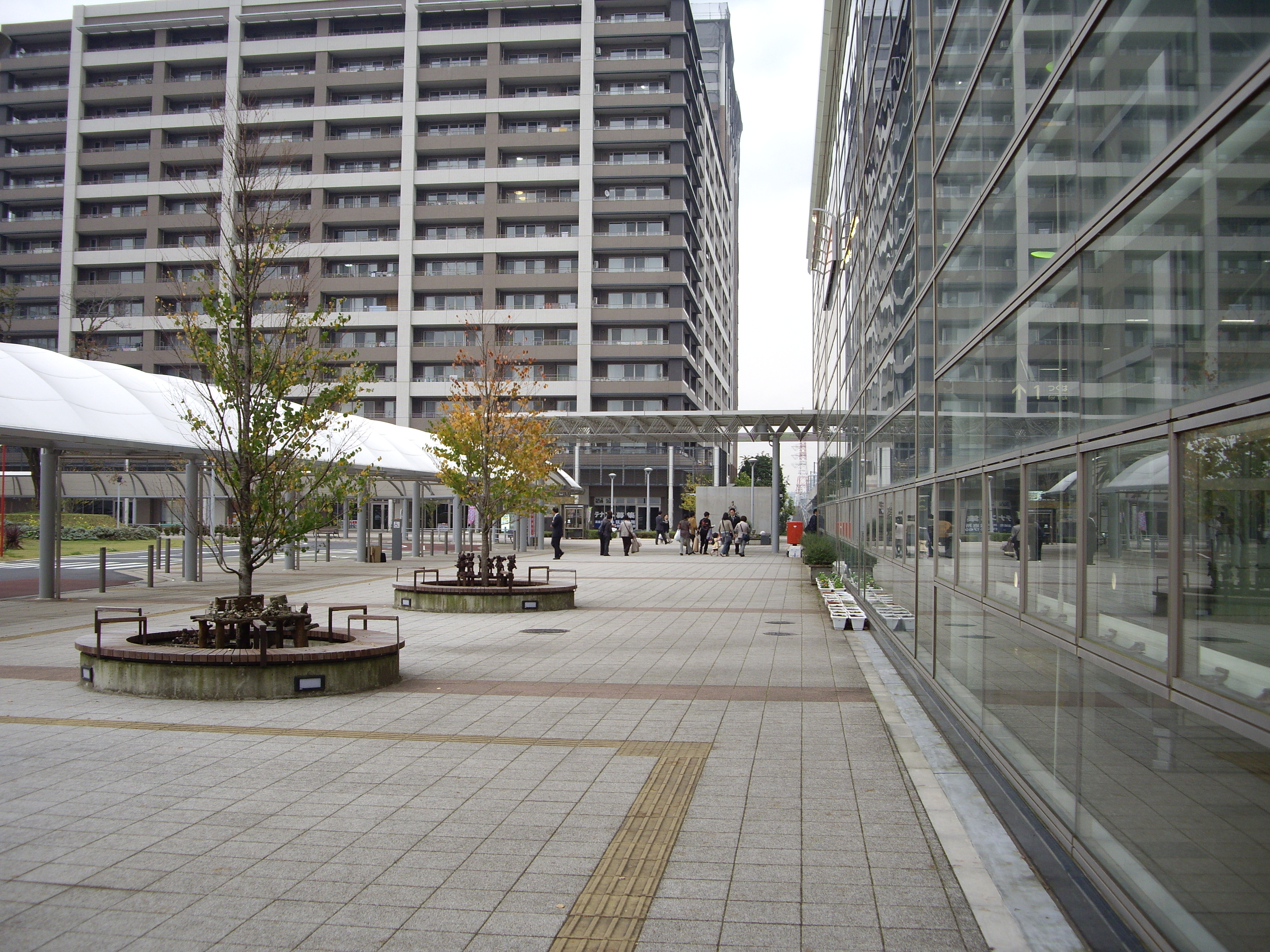
研究学園葛城・サーパスつくば研究学園

### 八潮南部中央
八潮駅を中心とした、八潮市の中心地区である。八潮駅は快速利用で秋葉原より17分、北千住より7分であり都心に近い交通至便な地域として開発が進んでいる。駅下にはTX AVENUE八潮、駅前にFrespo八潮、八潮市役所駅前出張所、八潮メセナ・アネックス（八潮市民文化会館駅前分館）、千葉銀行八潮支店、八潮駅前交番、その他商業ビルやマンションが立地し、周縁には戸建住宅が並ぶ。また、地域に隣接して首都高速6号三郷線がある。開発面積72.1ha、計画人口7,500人で事業期間は1997年6月9日 - 2019年3月31日。タウンコンセプトは「元気な家族のアクティブタウン」。

### 三郷中央
三郷中央駅を中心とした、三郷市の新拠点地区である。三郷中央駅は区間快速利用で秋葉原より20分、北千住より10分で都心に近い交通至便な地域として開発が進んでいる。駅前の河川を水辺の親水公園「におどり公園」として整備するなど地理条件を生かした特徴的な開発を行っており、駅前にはエムズタウン三郷中央、キヤノンファインテック、駅の北には三郷中央総合病院がある。また地域内に東京外郭環状道路が通り、三郷南インターチェンジが近接する。開発面積114.8ha、計画人口12,900人で事業期間は1998年3月30日 - 2019年3月31日。タウンコンセプトは「暮らしの中で水と緑の豊かさが実感できる街」。

### 流山新市街地
流山おおたかの森駅を中心とした、流山市の新拠点地区である。流山おおたかの森駅は快速利用で秋葉原より25分、北千住より15分で、つくばエクスプレス沿線の中核地域として開発が進んでいる。駅下にはTX GRAND AVENUEおおたかの森、駅前には流山おおたかの森 S・C、ライフガーデンおおたかの森が立地し周縁にはマンションや戸建住宅が並ぶ。また都市保全林「市野谷の森」が近接し、都心に近い森の街として開発が行われている。開発面積285.8ha、計画人口28,600人で、事業期間は2000年3月18日 - 2019年3月31日。
大規模マンション・計画住宅地
- ザ・フォレストレジデンス - マンション
- オーベルグランディオおおたかの森 - 315戸、マンション
- BELISTA流山おおたかの森 - 110戸、マンション
- ジオ流山おおたかの森 - 123戸、マンション
- ザ・フォレスト カーサ - 51戸、計画住宅街

### 柏北部東
柏たなか駅を中心とした地区である。柏たなか駅は各駅停車利用で秋葉原より36分、北千住より26分で、川の周囲が田園地帯として保全されている利根川に近く、都市と田園が調和した街作りが進んでいる。駅周辺はマンションや戸建住宅が並ぶ。開発面積169.9ha、計画人口17,000人で、事業期間は2001年3月26日 - 2019年3月31日。
大規模マンション・計画住宅地
- ライオンズ柏たなかステーションプラザ - 83戸、マンション
- ラ・プリマ・チッタ TX柏たなか - 戸建住宅街

### つくばみどりの里
みどりの駅を中心とし、みどりの・みどりの中央・みどりの南・みどりの東の4町で構成される。みどりの駅は区間快速利用で秋葉原より43分、北千住より33分、つくばまで9分で、筑波研究学園都市の南端地域として開発が進んでいる。駅前はKASUMIみどりの店などの商業施設や高層マンションが立地し、周縁は戸建を中心とした街並が広がる。開発面積292.7ha、計画人口21,000人で、事業期間は2000年3月18日 - 2019年3月31日。タウンコンセプトは「スローライフを肌で感じる、緑織りなす大地」。
大規模マンション・計画住宅地
- ライオンズタワーみどりのスタイリーナ - 177戸、マンション[1]
- GENTRE HILL MIDORINO - 戸建住宅街

### 研究学園葛城
研究学園駅を中心とし、研究学園・学園南・学園の森の3町で構成される。研究学園駅は区間快速利用で秋葉原より49分、北千住より39分、つくばまで3分で、筑波研究学園都市の新拠点地域として開発が進んでいる。駅前にはホテル、中・高層マンションが、周縁にはiiasつくばが立地し、戸建を中心とした街並が広がる。沿線で最も大規模な開発となっており、開発面積484.7ha、計画人口25,000人で、事業期間は2000年 - 2018年。
大規模マンション・計画住宅地
- パークハウスつくば研究学園 - 550戸、マンション
- サーパスつくば研究学園 - 206戸、マンション
- つくば葛城パセオコモンズ - 124戸、クルドサック型戸建住宅街
- つくば研究学園ネオシスタウン - 戸建住宅街
- 研究学園ミリオンアベニュー - 戸建住宅街
- ファーストガーデンつくば - 60戸、戸建住宅街
- ルナつくば研究学園 - 141戸、戸建住宅街

### 中根・金田台
つくば駅の東、テクノパーク桜に隣接する地区である。つくば駅は快速利用で秋葉原より45分、北千住より35分で、郊外居住のモデル的な取り組みとして農地、緑地、住宅地が一体となった一画地約600m2程度の大規模邸宅街「緑農住一体性住宅地」の開発が進められている。開発面積189.9ha、計画人口8,100人で、事業期間は2004年5月18日 - 2022年。